# Hymedesmia truncata
Hymedesmia truncata är en svampdjursart som beskrevs av William Lundbeck 1910. Hymedesmia truncata ingår i släktet Hymedesmia och familjen Hymedesmiidae. Inga underarter finns listade i Catalogue of Life.